# Euroliga 2005./06.
Ovo je 49. izdanje elitnog europskog klupskog košarkaškog natjecanja. Sudjelovale su 24 momčadi raspoređene u tri skupine po osam. Najboljih pet iz dvije i šest iz jedne išlo je u Top 16 u kojem su bile formirane četiri skupine, a iz svake su dvije išle u četvrtzavršnicu. Završni turnir održan je u Pragu od 28. do 30. travnja 2006. Hrvatski predstavnik Cibona ispao je u Top 16.
- najkorisniji igrač:  Anthony Parker ( Maccabi Tel Aviv)

## Završni turnir

### Poluzavršnica
- Maccabi Tel Aviv -  TAU Cerámica 85:70
- Wintethur FC Barcelona -  CSKA Moskva 75:84

### Završnica
- CSKA Moskva -  Maccabi Tel Aviv 73:69

- europski prvak:  CSKA Moskva (peti naslov)
  - sastav: Theodoros Papaloukas, Nikita Kurbanov, Sergej Panov, Vassili Zavoruev, Matjaž Smodiš, David Vanterpool, Jon Robert Holden, Zachar Pašutin, Vladimir Dyačok, David Andersen, Aleksej Savrasenko, Anatolij Kaširov, Trajan Langdon, Tomas van den Spiegel, trener Ettore Messina